# Museum zu Allerheiligen
Das Museum zu Allerheiligen liegt in der Altstadt von Schaffhausen. Es ist im ehemaligen benediktinischen Kloster Allerheiligen untergebracht. Das bedeutendste Museum der Region vereinigt Archäologie, Geschichte, Kunst und Naturkunde unter einem Dach. Das Museum gehört zu den flächenmässig grössten Museen der Schweiz. Es wurde im Jahr 2018 von 33.871 Besuchern besucht.

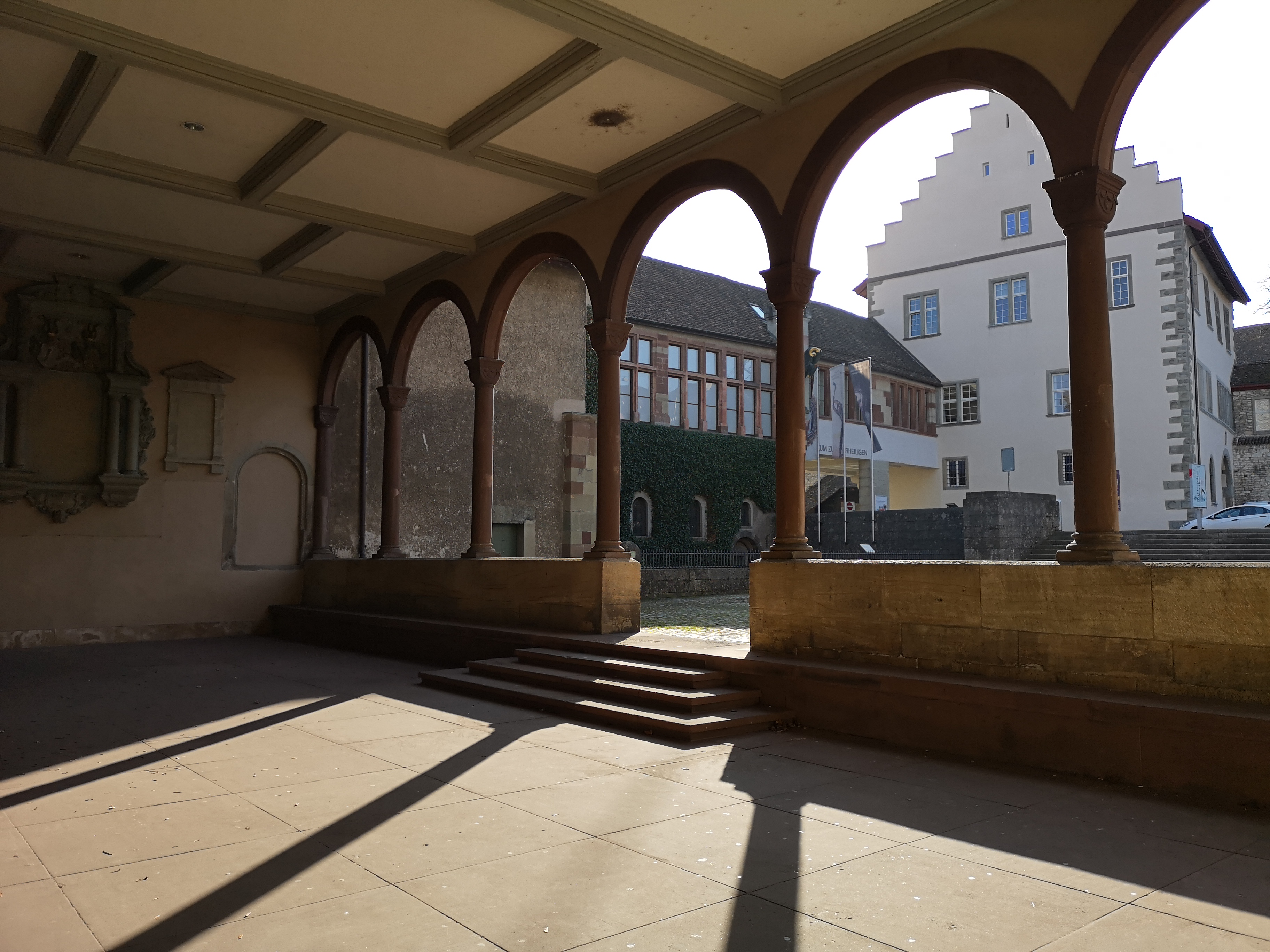
Blick durch den Kreuzgang auf den Museumseingang, Museum zu Allerheiligen

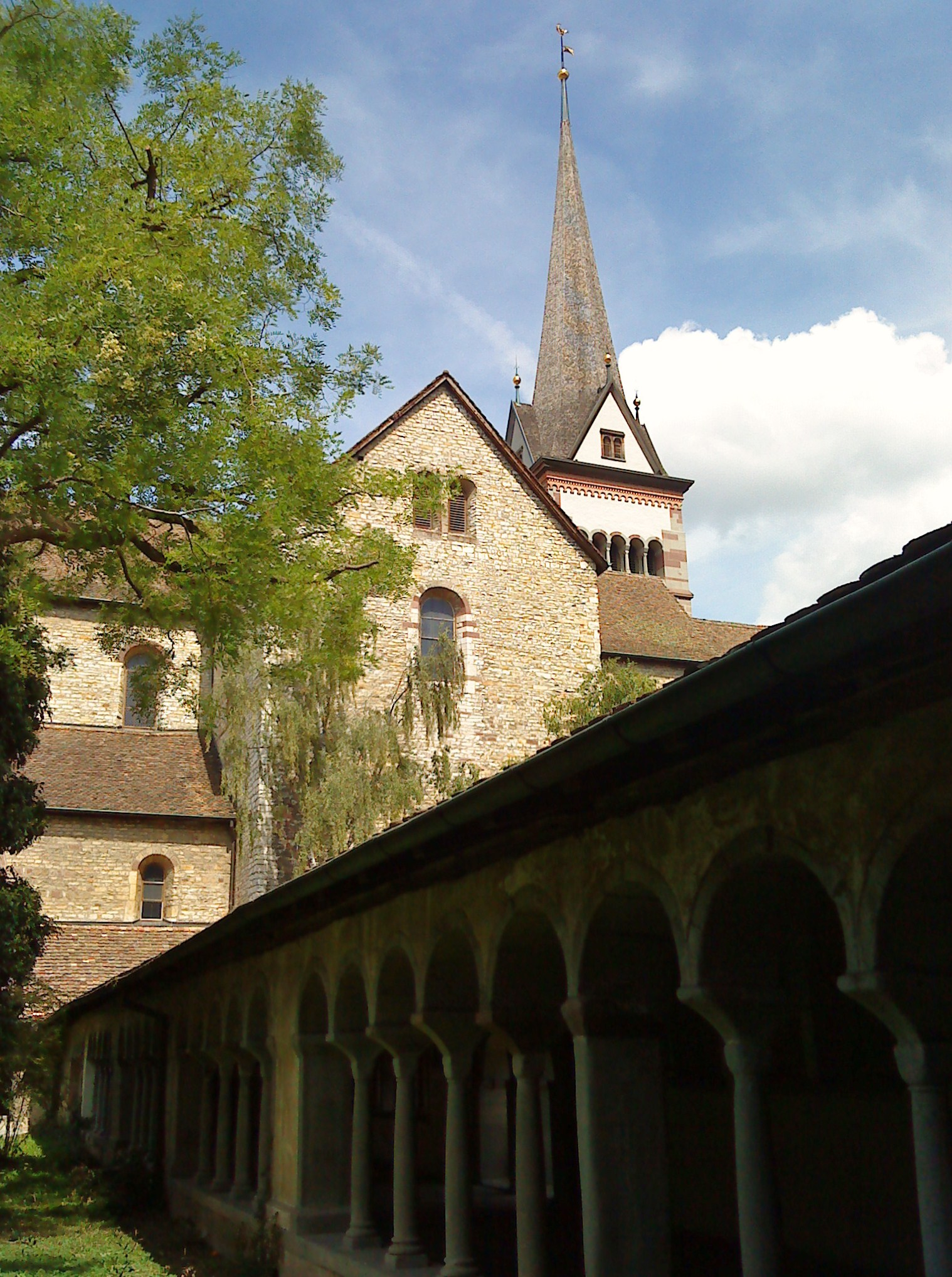
Münster zu Allerheiligen mit Kreuzgang

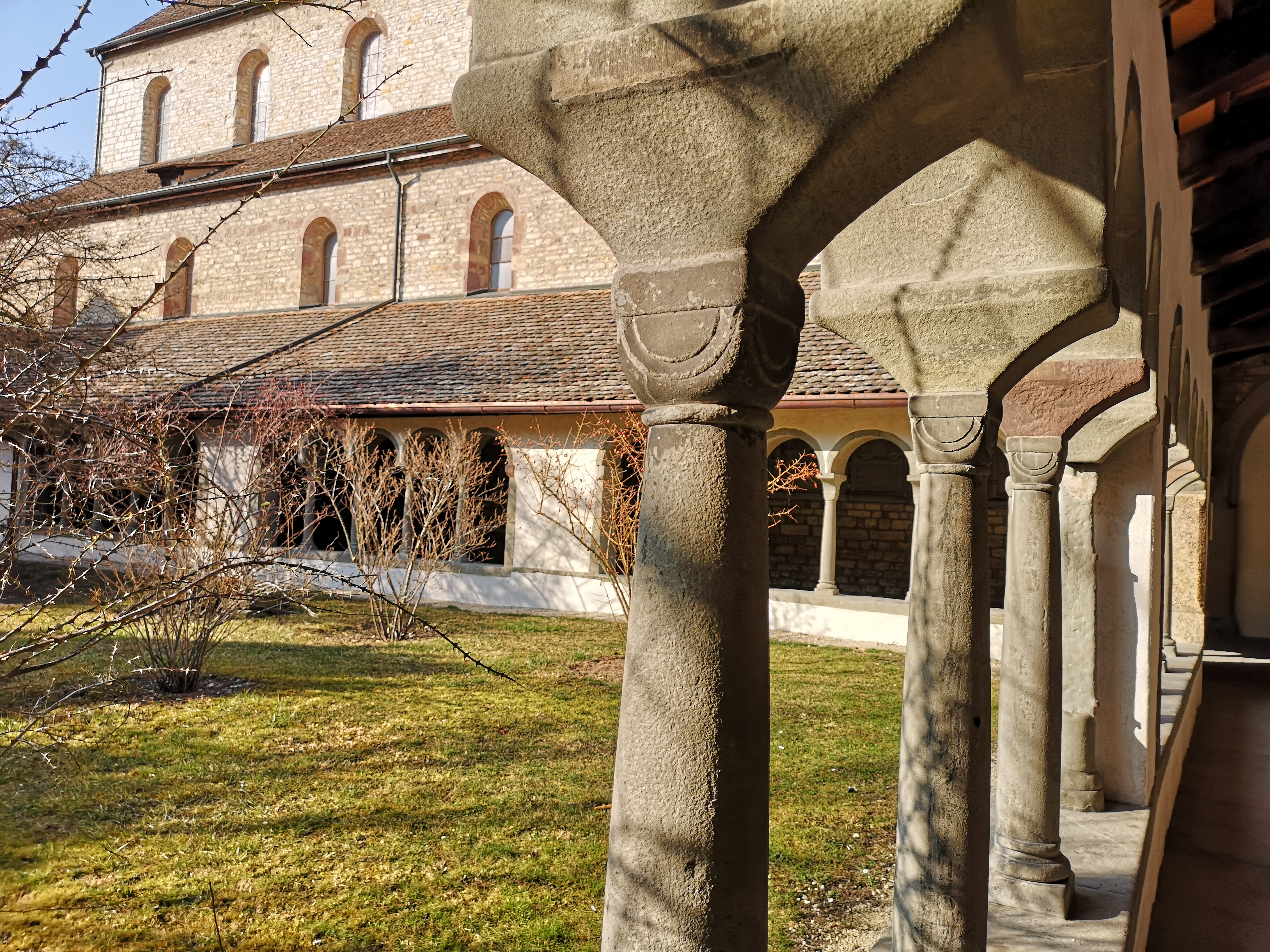
Kreuzgang Detail

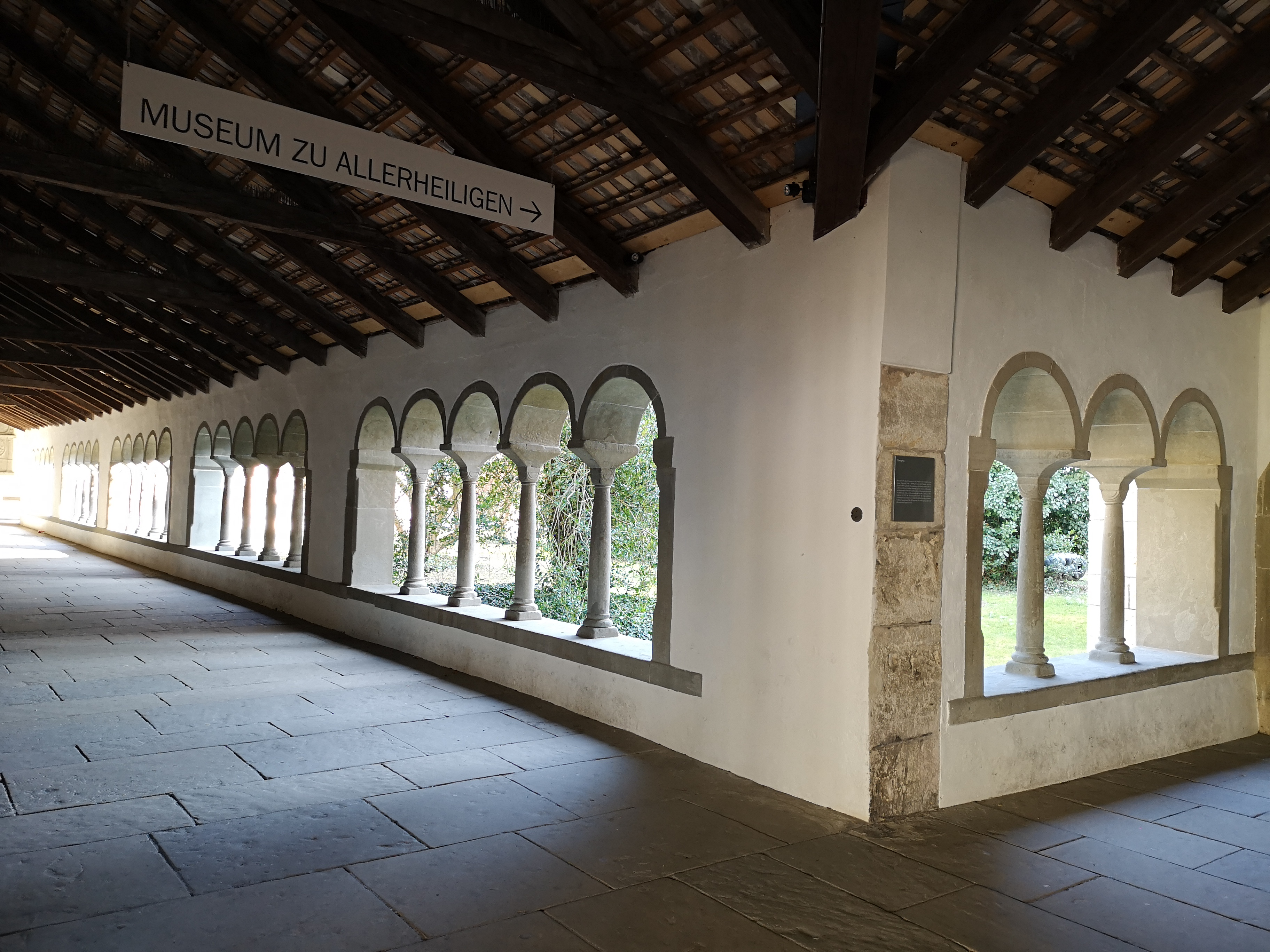
Blick vom Kreuzgang in den Kräutergarten

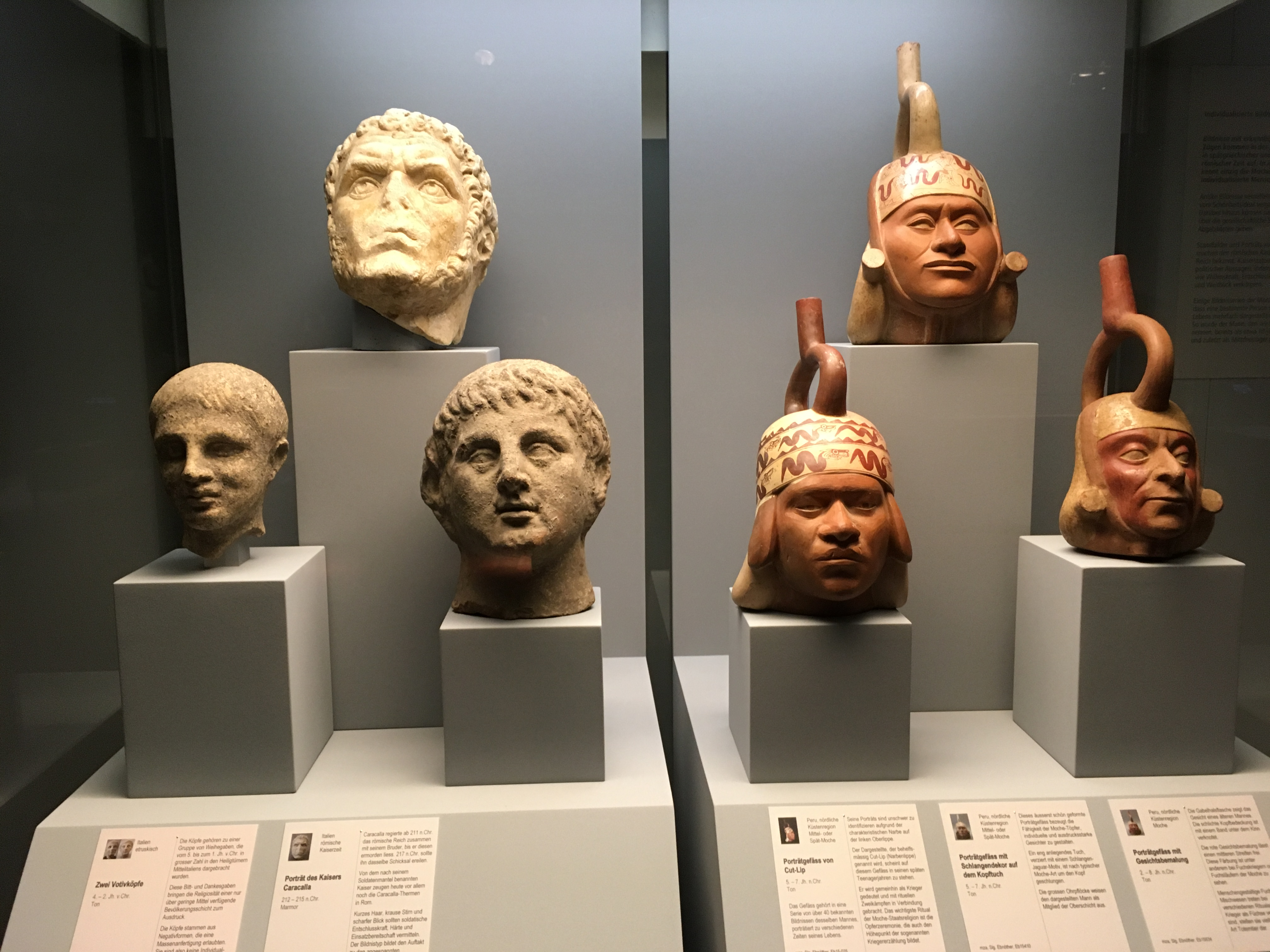
Ausstellungsstücke aus der Archäologischen Sammlung Ebnöther

## Geschichte

### Gründung und Entwicklung
Mitte des 19. Jahrhunderts kam in Schaffhausen der Wunsch nach einem Museum auf. Ein Projekt für einen Museumsneubau beim Schwabentor wurde um 1900 wieder fallen gelassen. Am 11. Juni 1919 erteilte der Schaffhauser Stadtrat der Architekturfirma Schäfer und Martin Risch den Auftrag, Pläne zur Umgestaltung der Klostergebäude zu einem Museum auszuarbeiten. Das Museum wurde als Universalmuseum konzipiert, als Ort, an dem die kunst- und kulturhistorischen Sammlungen aufbewahrt und präsentiert werden. Es sollte ein umfassendes Bild der Schaffhauser Kultur vermitteln und in diesem Sinne nicht nur ein «Einheitsmuseum», sondern auch ein «vorbildliches Heimatmuseum» sein. Darüber hinaus sollte die vom Verfall bedrohte ehemalige Klosteranlage Allerheiligen durch deren Integration in den Museumskomplex dauerhaft erhalten werden. Als wichtiges Vorbild diente das Schweizerische Landesmuseum in Zürich.
Nach sieben Jahren Bauzeit wurde 1928 das Museum zu Allerheiligen mit 42 Ausstellungsräumen eröffnet. 1935 beschloss der grosse Stadtrat seinen Ausbau. 1938 eröffnete Stadtpräsident und Museumsförderer Walther Bringolf die Erweiterungsbauten der Architekten August Arter und Martin Risch. Karl Sulzberger (1876–1963) leitete bis 1942 als erster Direktor das Museum.
Am 1. April 1944 wurde die Stadt Schaffhausen von US-Bombern irrtümlich bombardiert. Dabei wurden auch das Museum zu Allerheiligen erheblich beschädigt und unersetzbare Kultur- und Kunstgüter zerstört. Über 70 Bildwerke alter Meister, darunter neun Bilder des Schaffhausers Tobias Stimmer, wurden vernichtet. In einer Schweizerischen Solidaritätsaktion spendeten Kantone, Gemeinden, Firmen und Privatpersonen viele Gemälde und Kunstwerke dem Museum. Dieses konnte erst nach einem zwei Jahre dauernden Wiederaufbau am 18. Mai 1946 wieder eröffnet werden.
Nach 1946 brach unter der Leitung des Museumsdirektors Walter Ulrich Guyan die grosse Zeit der internationalen Kunstausstellungen an, welche Hunderttausende nach Schaffhausen lockten (u. a. 1947: «Meisterwerke Altdeutscher Malerei», 1949: «Rembrandt und seine Zeit», 1962: Max Gubler, 1968: Edvard Munch). In den Nachbarstaaten waren zahlreiche Museen zerstört, und der Stadtpräsident Bringolf verfügte über hervorragende internationale Beziehungen. Auch aus Dankbarkeit für die geleistete humanitäre Hilfe aus der Schweiz waren viele Museen bereit, ihre Kunstwerke nach Schaffhausen auszuleihen.
In den 1980er Jahren erfuhr das Museum durch die Integration der naturhistorischen Sammlungen und den Aufbau einer naturkundlichen Dauerausstellung eine Erweiterung. Die Ausstellung im Dachgeschoss des Museums gilt als Ersatz für das am 1. April 1944 zerstörte Naturhistorische Museum.
1991 schenkte Marcel Ebnöther der Stadt Schaffhausen seine bedeutende Antikenkollektion. Für die Sammlungspräsentation expandierte das Museum in die ehemalige Kammgarnspinnerei. 2005 genehmigten die Stimmberechtigten der Stadt Schaffhausen einen Kredit von CHF 7.8 Mio. zur baulichen und inhaltlichen Erneuerung des Museums. In Etappen wurden bis 2015 die historische und archäologische Abteilung neu gestaltet.
Träger der Einrichtung ist die Stadt Schaffhausen. Zusätzliche finanzielle Beiträge leisten der Kanton Schaffhausen sowie Stiftungen, Vereine und Sponsoren.

### Gebäude und Anlage
Ein großer Teil des Museums ist in den Räumlichkeiten des ehemaligen Benediktinerklosters Allerheiligen untergebracht.
Mit der Übernahme des Klosternamens «zu Allerheiligen» wird auf die Universalität des mittelalterlichen Klosters Bezug genommen und die Vielfalt der hier vertretenen Wissenszweige zum Ausdruck gebracht. Ort und Architektur, die 1000 Jahre Baugeschichte vermitteln, bilden einen inhaltlichen Bestandteil des Museums.
Zur Gesamtanlage gehören auch das Münster, der Kräutergarten sowie der grösste frei zugängliche Kreuzgang der Schweiz. Hier steht die «Schillerglocke», die den berühmten Dichter zu seinem Lied von der Glocke inspirierte.
Im Jahr 2001 wurde das Museum räumlich und qualitativ durch die Eröffnung der Ausstellung «Vom Toten Meer zum Stillen Ozean» erweitert. Die Ausstellung zeigt eine repräsentative Auswahl aus der Sammlung Ebnöther, die zu den bedeutendsten Antikenkollektionen Europas gehört. Untergebracht ist die Ausstellung in einer Halle der ehemaligen Kammgarnspinnerei. Diese ist durch eine gedeckte Passerelle über die Baumgartenstrasse mit dem Museum verbunden.
Neue Medien und interaktive Präsentationsformen kommen heute im Museum zu Allerheiligen zum Einsatz. Zudem verfügt es über ein Café und einen Museumsshop.

### Auftrag und Konzept
Mit seinen umfangreichen Dauerausstellungen und jährlich mehreren Wechselausstellungen beleuchtet das Museum eine Vielfalt an Themen. Interdisziplinäre Sonderausstellungen sollen zur Auseinandersetzung mit aktuellen kultur- und naturwissenschaftlichen Fragen anregen.

## Dauerausstellungen und Sammlungen

### Archäologie der Region
Die Sammlung archäologischer Artefakte befindet sich größtenteils im Besitz des Kantons Schaffhausens und wird vom Amt für Denkmalpflege und Archäologie betreut.
Die archäologische Dauerausstellung steht unter dem Titel «Von der Steinzeit zu den Römern». Die Ausstellung zeigt u. a. Fundstücke aus der altsteinzeitlichen Höhle Kesslerloch und dem Abri Schweizersbild. Weiter sind Funde aus den jungsteinzeitlichen Siedlungen Gächlingen und der im Inventar des UNESCO-Weltkulturerbes aufgenommenen Fundstelle Weier bei Thayngen zu sehen. Auch das 1939 von einem deutschen Bühnenbildner erstellte Diorama des Kesslerlochs wird durch moderne Videotechnik ergänzt, welche den heutigen Wissensstand zeigt. Ausserdem werden Fundstücke aus den römischen Siedlungen Iuliomagus bei Schleitheim und dem Kastell Eschenz bei Stein am Rhein gezeigt.

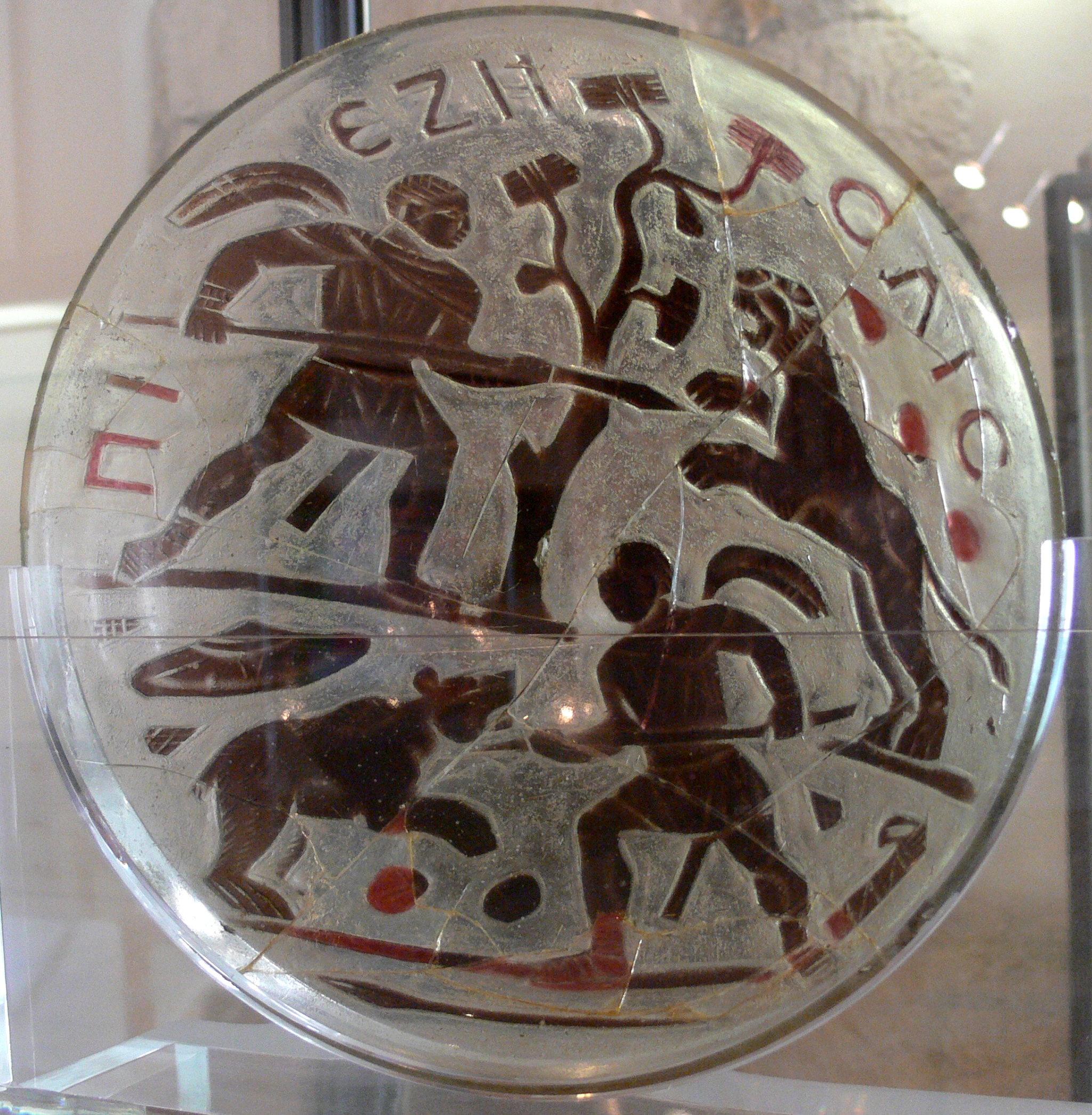
„Jagdschale“ aus dem Gräberfeld „I de Hofwiese“, Grabbeigabe des 4. Jahrhunderts; zweifarbige Glasschale mit Darstellung einer Panther- und Bärenjagd bzw. Tierhetze im Zirkus mit griechischer Inschrift ΠΙΕ ΖΗΣΑΙΣ (“Trinke und lebe”)

### Archäologische Sammlung Ebnöther
Die gut 6000 Objekte umfassende Antikenkollektion besitzt internationale Bedeutung. Sie ist vom leidenschaftlichen Sammler und Kenner antiker Kulturen Marcel Ebnöther zusammengetragen und 1991 der Stadt Schaffhausen geschenkt worden. In Fachkreisen war die Schenkung umstritten, da ein Grossteil der Objekte aus Raubgrabungen stammt. In der ersten grossen Dauerausstellung 2001 wurde auf diesen Umstand hingewiesen, der Hinweis fehlt jedoch in der aktuellen Ausstellung (Stand 2024).
Der Schwerpunkt der Sammlung liegt in der Neuen Welt. Rund 3000 Artefakte sind peruanischer und ecuadorianischer Herkunft und bilden die umfassendste Dokumentation vorspanischer Kunstwerke der beiden Länder in der Schweiz. Ein Höhepunkt sind die formativzeitlichen Goldarbeiten aus Peru. Sie werden vom peruanischen Archäologen Walter Alva als die grösste und wichtigste Gruppe solcher Fundstücke ausserhalb Amerikas bezeichnet. Bei einem Grossteil der Objekte handelt es sich um Grabbeigaben. Der Sammlungsrahmen umfasst annähernd die ganze Bandbreite des menschlichen Schaffens, vom schlichten Utensil aus organischem Material bis zur elaborierten Pretiose aus Edelmetall, darunter der Kakao-Becher eines Maya-Königs, eine mexikanische Muttergottheit, an der 27 kleine Kinder herumklettern, etruskischer Goldschmuck und vieles mehr – sogar der Trophäen-Schädel eines Nazca-Indianers. Die international beachtete Sammlung ist in ihrer Art beispiellos.

### Kulturhistorische Sammlung
In der kulturhistorischen Sammlung finden sich rund 25`000 Objekte zur Geschichte von Stadt und Region Schaffhausen sowie ihrer Bewohner. Hinzu kommen die bedeutendste Spielkartensammlung der Schweiz sowie eine grosse numismatische Sammlung. Unter den kunsthandwerklichen Objekten sind besonders Arbeiten renommierter Künstler wie Hans Jacob II. Läublin (1664–1730), Georg Michael Moser, Johann Conrad Speissegger (1720–1789), Lorenz Spengler oder Johann Heinrich Hurter zu erwähnen.
«Schaffhausen im Fluss» heisst die neue Dauerausstellung zur Geschichte der Stadt und Region Schaffhausen. Im Mittelpunkt stehen die Menschen, ihre Freuden und Leiden, ihre Konflikte und Errungenschaften. Drei Rundgänge führen in die Vergangenheit:
- 1000–1500: Siedlungsentwicklung, Grafen von Nellenburg, Alltag im Kloster, sakrale Kunst und Reformation (Eröffnung am 11. Juni 2010)
- 1500–1800: Handel, Politik, Wohnkultur, Zünfte und bürgerliches Leben
- 1800–2000: Revolution, Industrialisierung, Modell des Moserdamms, Stahlerzeugung,  städtisches Leben, Zweiter Weltkrieg, Konsum

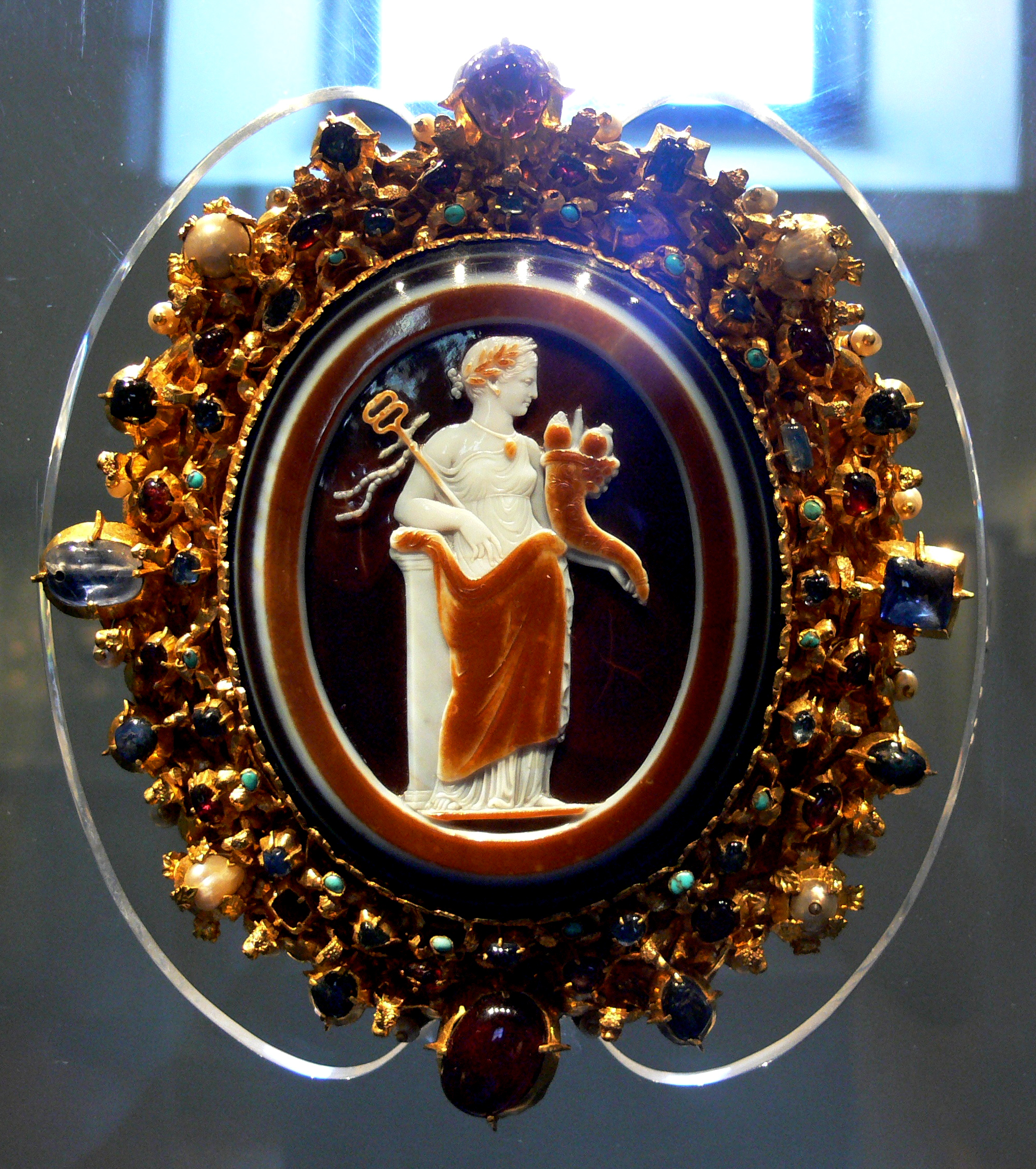
Onyx von Schaffhausen

Stadtmodelle, historische Zimmer, interaktive Computer- und Hörstationen sowie Filmdokumente lassen die Geschichte lebendig werden. Zur Ausstellung gehört der berühmte „Onyx von Schaffhausen“: Ein antiker Kameo mit einer mittelalterlichen Fassung aus Gold und Edelsteinen.

### Kunst- und Grafiksammlung
Die Kunstsammlung umfasst Bilder, Skulpturen und Grafiken vom 15. Jahrhundert bis zur Gegenwart. Darunter sind Werke von Künstlern wie Tobias Stimmer, Johann Jakob Schalch, Lucas Cranach d. Ä., Barthel Beham und Johann Heinrich Füssli oder auch Ferdinand Hodler und Otto Dix. Die Schweizer Kunst, insbesondere die zeitgenössische, bildet einen Schwerpunkt der Sammlung. Hierzu gehören beispielsweise Arbeiten von Yves Netzhammer, Cécile Wick und Uwe Wittwer. Die permanente Ausstellung zeigt einen repräsentativen Ausschnitt aus der Sammlung.

### Naturhistorische Sammlung
Gemäss der Sammlungsstrategie bilden die geologischen, zoologischen und botanischen Sammlungen die Landschaftsgeschichte und Biodiversität der Region Schaffhausen ab. Hervorzuheben sind die Sammlungen von Ferdinand Schalch (Geologie), Leopold Würtenberger und Franz Joseph Würtenberger (Geologie), Friedrich Ris (Tagfalter) und Samuel Brunner (Herbar).
Mitbetreut werden die Sammlungen durch die Naturforschende Gesellschaft Schaffhausen. Die naturkundliche Ausstellung präsentiert ausgehend von den Sammlungen die Geologie, Landschaftsgeschichte sowie Flora und Fauna u. a. von Randen, Rheinfall und Klettgau.

### Museum Stemmler
Die vom Kürschner, Präparator und Naturschützer Carl Stemmler (1882–1971) angelegte Sammlung umfasst rund 5000 Objekte. Hauptbestandteil ist die exquisite Vogelsammlung, in der die meisten der einheimischen Brutvögel vertreten sind. Das Schwergewicht liegt bei Bartgeier und Steinadler, für deren Schutz sich Stemmler stark engagierte. Unter anderem hat er das Material zahlreicher Horste gesammelt, um zu belegen, dass Bartgeier und Steinadler nicht kinderfressende Monster sind. Dank seiner Kürschnerwerkstatt und seinen dazugehörigen Kontakten umfasst die Sammlung zahlreiche Präparate einheimischer Säugetiere sowie Pelze aus der ganzen Welt.
Das Museum befindet sich als Aussenstelle des Museums zu Allerheiligen im ehemaligen Wohnhaus Carl Stemmlers an der Sporrengasse in der Schaffhauser Altstadt. Als Zeitdokument erinnert das Haus an die Wunderkammern und Kuriositätenkabinette früherer Jahrhunderte.